# Ugia simplex
Ugia simplex är en fjärilsart som beskrevs av Walker 1865. Ugia simplex ingår i släktet Ugia och familjen nattflyn. Inga underarter finns listade i Catalogue of Life.